# محوطه صحرای بلبل
محوطه صحرای بلبل مربوط به دوره ساسانیان است و در شوشتر، از پل کشتارگاه تا جاده مسجد سلیمان واقع شده و این اثر در تاریخ ۱۷ اسفند ۱۳۸۱ با شمارهٔ ثبت ۷۹۳۴ به‌عنوان یکی از آثار ملی ایران به ثبت رسیده است.